# Volturno
A Volturno (régi latin nevén Volturnus) egy folyó Dél-Olaszországban. Az Abruzzói-Appenninekből ered, Rocchetta a Volturno közelében. Délkeleti irányba folyik, majd Caiazzo mellett felveszi a Calore Irpino vizét. Venafróig déli irányba folyik, majd délnyugat felé fordul, áthalad Capuán (idáig hajózható) és Castel Volturno mellett a Tirrén-tengerbe ömlik.
A rómaiak Capuánál, a Via Latina és Via Appia utak találkozásánál hidat emeltek a folyó felett. Stratégiai jelentősége miatt, a torkolatvidékénél i. e. 194-ben a rómaiak egy erődítményt építettek, elsősorban az etruszk Capua kikötőjének védelmére.
554-ben a gót háborúk során, a bizánciak a folyó partján mértek döntő csapást az északról érkező frankokra.
1347 novemberében, miután minden diplomáciai lehetőséget kihasznált, I. Lajos magyar király haddal indult a Nápolyi Királyság ellen. Egyik alvezére, Niccolo Gaetano gróf a hadjárat első csatájában Capua városánál, a Volturno folyó egyik átkelőjénél 1348. január 11-én tönkreverte a Tarantói Lajos által vezetett nápolyi sereget. Az ütközet idején I. Lajos Benevento közelében tartózkodott a főseregével, mivel Gaetano gróf feladata eredetileg csak elterelő hadművelet lett volna, hogy a király vezette fősereg vonulását fedezze.
A capuai összeomlás hírére a nápolyi zsoldosok elszöktek Capua városából, amelyet a város parancsnoka, Altavilla gróf kénytelen volt megadni Gaetano grófnak. A csata után néhány nappal előbb I. Johanna nápolyi királynő, majd férje, Tarantói Lajos is elmenekült a királyságból, így az a capuai győzelemmel minden további kardcsapás nélkül a magyar király kezébe került. I. Lajos seregével január 16-án vonult át Capua városán Aversa felé menet.
1860. október 2-án Giuseppe Garibaldi csapatai a volturnói csatában döntő vereséget mértek Két Szicília Királyságának hadseregére elfoglalva Capuát.
A második világháborúban a visszavonuló német csapatok a Volturno folyó mentén alakították ki egyik védvonalukat.